# Никитин, Василий Егорович
Василий Егорович Никитин (1924 — 17 марта 1944) — заряжающий орудия 183-го гвардейского артиллерийско-миномётного полка 10-й гвардейской казачьей кавалерийской дивизии 4-го гвардейского Кубанского казачьего кавалерийского корпуса 3-го Украинского фронта, гвардии казак.

## Биография
Родился 8 января 1924 года в селе Спицевка ныне Грачёвского района Ставропольского края.
В Красной армии с января 1943 года. В действующей армии с августа 1943 года.
Заряжающий орудия 183-го гвардейского артиллерийско-миномётного полка 10-я гвардейская казачья кавалерийская дивизия, 4-й гвардейский Кубанский казачий кавалерийский корпус, 3-й Украинский фронт комсомолец гвардии казак Василий Никитин в составе сводного отряда с 7 марта 1944 года участвовал в рейде по вражеским тылам.
14 марта 1944 года в районе села Бармашово Жовтневого района Николаевской области Украины отряд кубанских казаков-гвардейцев вступил в бой с пехотой и танками противника.
Заменив выбывшего из строя наводчика, гвардии казак Никитин В. Е. выкатил орудие на открытую огневую позицию и отразил несколько контратак. Он получил ранение, но продолжал сражаться до последнего снаряда и патрона. Погиб в бою 17 марта 1944 года.
Указом Президиума Верховного Совета СССР от 13 сентября 1944 года за образцовое выполнение боевых заданий командования и проявленные при этом мужество и героизм гвардии казаку Никитину Василию Егоровичу посмертно присвоено звание Героя Советского Союза.